# Mount Sweatt
Mount Sweatt är ett berg i Antarktis. Det ligger i Västantarktis. Inget land gör anspråk på området. Toppen på Mount Sweatt är 2 540 meter över havet.
Terrängen runt Mount Sweatt är kuperad åt sydväst, men åt nordost är den bergig. Trakten är obefolkad. Det finns inga samhällen i närheten.